# 光線銃シリーズ
光線銃シリーズ（こうせんじゅうシリーズ）は、任天堂より発売された光を用いた射撃玩具。考案者はゲーム&ウオッチ等を手掛けた横井軍平。

## 歴史
かつての任天堂の主力商品は、その旧社名にも表されているように花札やトランプなどのかるたであったが、1960年代に入ってその需要は横ばいになっていた。1965年に入社した横井軍平が開発したウルトラハンドはヒットしたが、これは従来の玩具の延長線上に過ぎず、その後に発売した玩具も当たり外れがあり、安定した収益に結びつかなかった。この状況を脱するにはアイデアだけでなく技術力による他商品との差別化が必要と考え、1960年代後半から理工学系大学出身者を開発者として積極的に採用し、発展途上にあったエレクトロニクスの分野に玩具の新アイデアを求めた。
当時、人工衛星で活躍し始めた太陽電池が小さな話題になっていた。駒井徳造が太陽電池を研究していたシャープと交渉にあたり、横井とシャープの上村雅之（後に任天堂へ移籍）が新しい玩具の開発にあたった。その成果が1970年5月に発売された「光線銃SP」であった。光線銃SPは、太陽電池をセンサーの代わりに組み込んだ標的に銃口から発する光を当てて撃つというシンプルな玩具であったが、そのハイテクなイメージとバネ仕掛けで吹き飛ぶビール瓶や鳴き声を挙げるライオンの壁掛けなど様々なリアクションをするバリエーション豊かな標的が人気を集め、初年度で70万台を販売する大ヒット商品となった。その一方、製造技術の未熟さからその20%近くが不良品であったため、大きな利益を上げられないままアフターサービスに追われた。
1973年2月に任天堂は子会社「任天堂レジャーシステム株式会社」を設立。ブームが去ったボウリング場の広い空間を再利用できる、光線銃の技術を用いた業務用大型ガンシューティングゲーム『レーザークレー』を発売した。本社に設置されたモデルルームを訪れたレジャー業界関係者からの反応は上々で、任天堂は成功を確信していた。各地にレーザークレー施設ができはじめた矢先、1973年10月の第四次中東戦争勃発に端を発する第一次オイルショックの影響で客足は遠のき、業界からも注文のキャンセルが続出。商業的には失敗に終わり、親会社の任天堂も経営を危ぶまれた。
1976年には、カメラのストロボに使用されるキセノンランプを用いることにより100メートル以上の射程を実現した「光線銃カスタム」が登場。標的もさらに趣向を凝らし、人形内に通した糸にテンションをかけたり緩めたりすることで撃たれた際に崩れ落ちるように倒れる様を再現した『光線銃カスタムガンマン』などが発売された。さらにその翌年にはプロジェクタによって壁に投影されたダック（カモ）を撃ち落とす『ダックハント』も発売されたが、これらは玩具としては高価になりすぎたため、カスタムシリーズや『ダックハント』は SPシリーズのようなヒット作とはならなかった。
任天堂は、光線銃SPのヒットがきっかけとなって上村をシャープから引き抜くなどして、エレクトロニクス技術を用いた玩具の開発に力を注ぐようになったが、その後の商品展開は決して順調とは言えなかった。しかしながら、その後もエレクトロニクス技術の習得とそれを用いた玩具の開発・販売を続ける。一方、任天堂レジャーシステムはレーザークレーに代わってレジャー施設やゲームセンター向けの業務用ゲーム機を手掛けるようになる。それが業務用で大ヒットとなった『ドンキーコング』や『マリオブラザーズ』と言った人気ゲームにつながり、さらにはそれらが家庭用に移植されたゲーム&ウオッチやファミリーコンピュータ（以下、ファミコン）の成功に繋がっていった。
その後、『ワイルドガンマン』等の一部の光線銃ゲームは、後にファミコン用ゲームという新たな形で登場することとなった。

## タイトル一覧
光線銃が付属するセットまたは銃単品は「○」で、ターゲット玩具単品またはゲームカセット単品は「・」で紹介する(アーケード版には何も付けていない)。なお、『SP／カスタム／無印／ファミコン』それぞれのシリーズにおける光線銃は規格が異なっており、互換性はない。

### 光線銃SP
○ガン・ボトル セット／ジャンピングボトル セット  ※「ガン」付属
○ガン
・ジャンピングボトル〈ターゲット〉
・エレクトロ ポーカー〈ターゲット〉
・エレクトロ ルーレット〈ターゲット〉
・エレクトロ ライオン〈ターゲット〉
○ライフル
・エレクトロ バード
・エレクトロ サファリ

### 光線銃カスタム
○ライオン［セット］  ※「ピストル」付属
○ガンマン［セット］  ※「ピストル」付属
・ライオン《ターゲット》
・ガンマン《ターゲット》
○レバーアクション ライフル
(○)レバーアクション ライフル スコープ
・ターゲット

### 光線銃
○ダックハント  ※「ショットガン」付属

### アーケード
WILD GUNMAN

### ファミリーコンピュータ専用光線銃シリーズ
○ワイルドガンマンセット  ※「ガン」「ホルスター」付属
○ガン
・ワイルドガンマン
・ダックハント
・ホーガンズアレイ

## ファミリーコンピュータ専用光線銃シリーズ

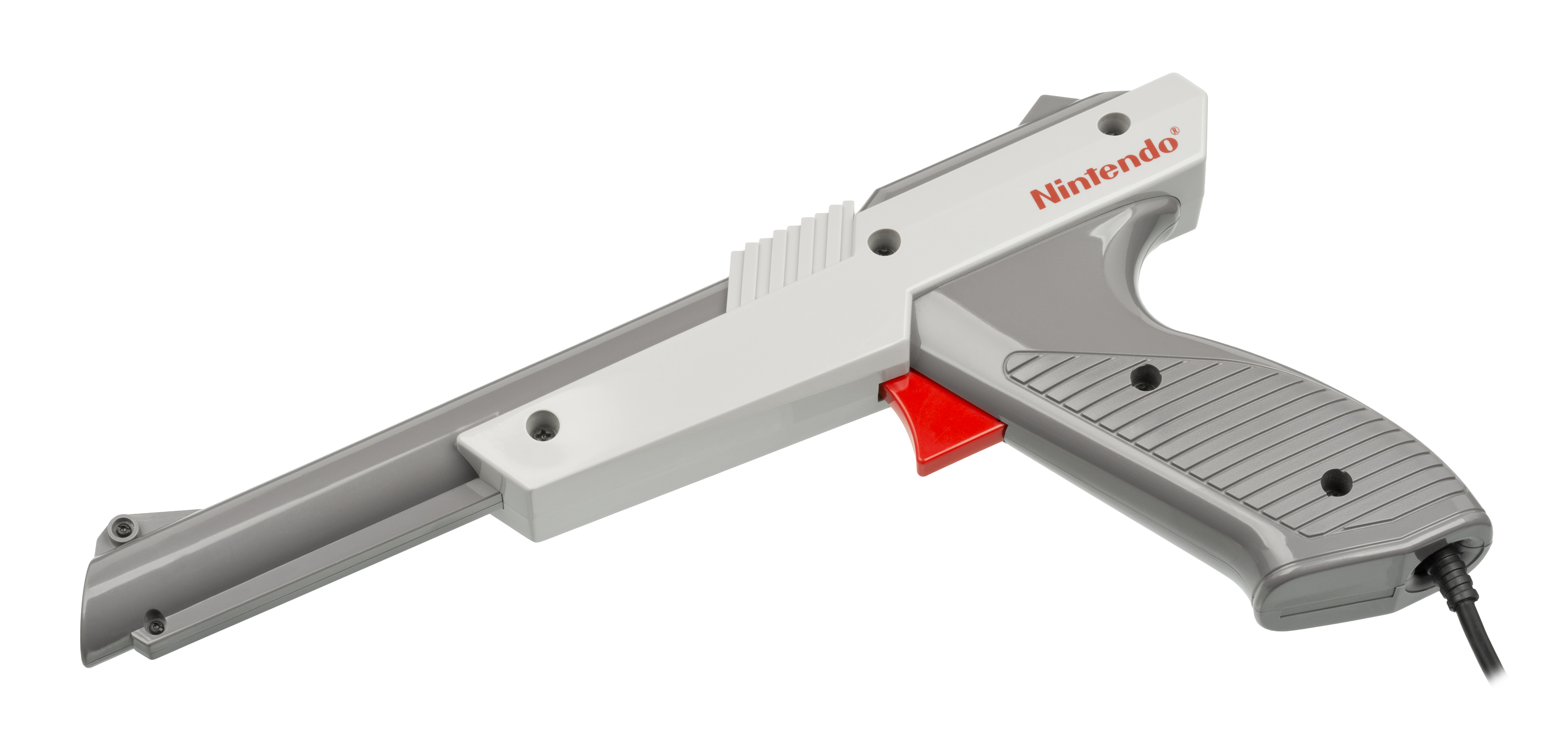

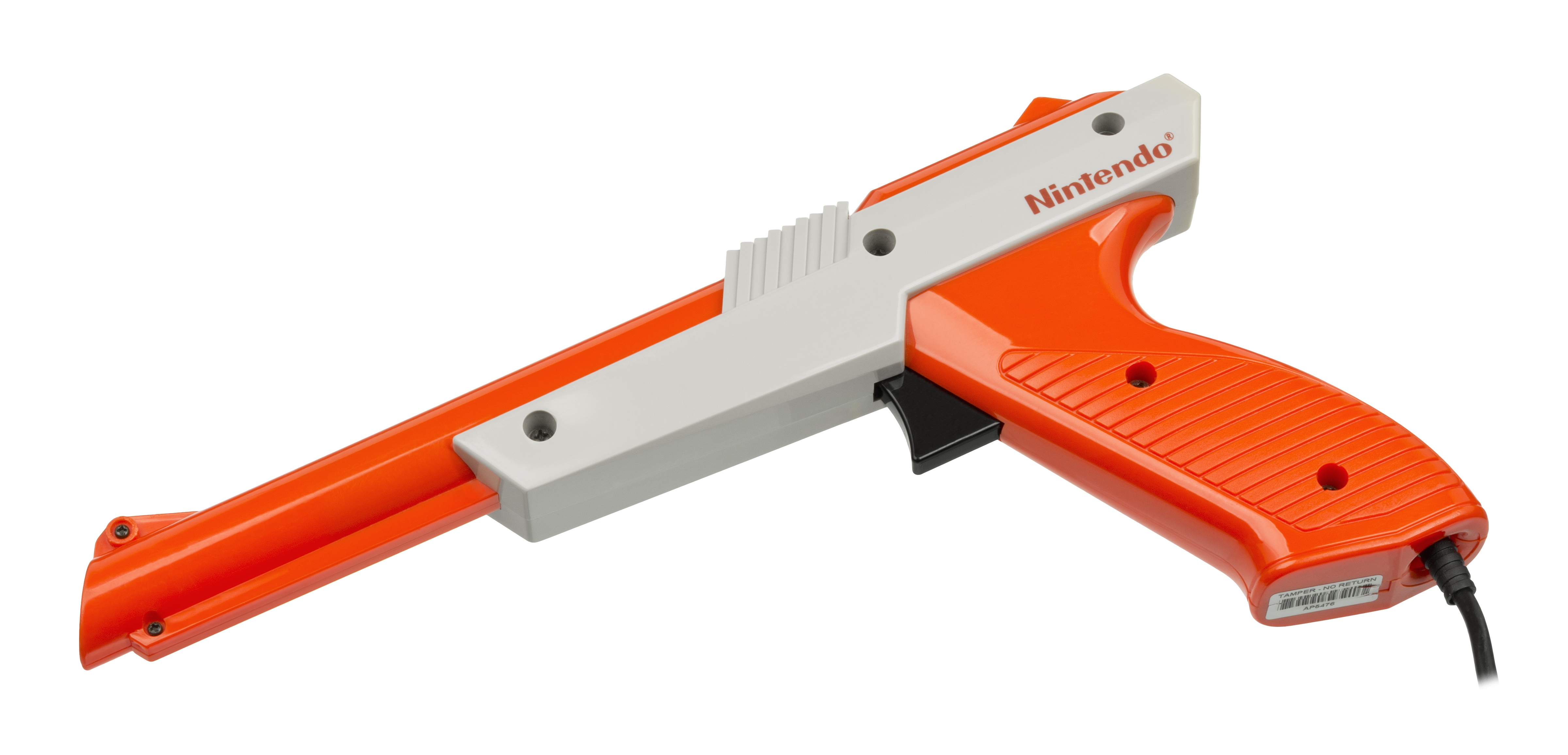
NES専用光線銃「Zapper」

1984年にファミコン上でガンシューティングゲームを再現するための光線銃型コントローラ「ガン」及び専用ゲームソフトが光線銃シリーズの名で発売された。トリガーを引くとゲーム画面がターゲットの位置のみ白く表示される識別用の画面に切り替わり、銃口のセンサーがこれを感知して命中判定を行う。この識別用画面の表示は一瞬のため、人間の目には画面がちらつく程度にしか認識されない。液晶テレビやワイド画面では作動せず、ブラウン管テレビでしか作動しない。
1985年にはNintendo Entertainment System（ファミリーコンピュータの欧米版、以下「NES」）でも発売された。『ダックハント』や光線銃がNES本体に同梱されているバージョンもある。また、任天堂VS.システムの海外版でもこれを使用したタイトルが発売されている。
当時のファミコン最初期のラインナップのうち通常のゲーム（『ドンキーコング』、『マリオブラザーズ』、『ポパイ』など）は、難易度別に初心者向けのGAME Aと上級者向けのGAME Bがスタート時に選択できるが、光線銃シリーズはそれに加えてGAME Cがあり、AやBとは違うルールのゲームを遊べるようになっていた。

### 光線銃シリーズ対応ソフト
日本では以下の3タイトルのソフトウェアが発売されたが、これ以降はサードパーティーを含めても光線銃専用のゲームは発売されなかった。ただし、『オペレーションウルフ』（タイトー）や『マッド・シティ』（コナミ）などの光線銃対応ゲームは発売された。
バーチャルコンソール版では光線銃をWiiリモコンで代用する形となっており、画面上にリモコンの位置を示すカーソルが表示されるほか、光線銃の識別用画面がカットされている。
ワイルドガンマン
発売日：1984年2月18日（FC）2016年6月22日（Wii Uバーチャルコンソール）（CERO：B（12才以上対象））
上述の業務用『ワイルドガンマン』をファミコン上で再現したもの。光線銃本体と同時に発売され、同梱のセットにはクイックドロー（腰に装着したホルスターから銃を素早く引き抜いて構えること）のための専用ホルスターが付属していた。GAME Aは一人の敵と対戦する。FIREという敵の掛け声と共に銃を発射する。撃たれた敵は倒れるが、時には帽子が飛んでハゲ頭が見えたりパンツがずり落ちるなどのコミカルな所作も見せ、殺伐とした雰囲気にならないような演出となっている。撃つタイミングが遅れて敵に撃たれたり、FIREの前に撃ってしまうとミスとなる。ゲーム説明書ではホルスターから銃を引き抜くように推奨していた。GAME Bは左右に2人の敵が出て来て、別々のタイミングでFIREが発せられる。GAME Cは酒場のいくつかの窓に次々と現れる敵を撃つ。映画『バック・トゥ・ザ・フューチャー2』でも使用された。2016年4月のゲーム雑誌での報告では、銀箱の希少版がスーパーポテト秋葉原店で25800円で取り扱われているという。
ダックハント

発売日：1984年4月21日（FC）2014年12月24日（Wii Uバーチャルコンソール）（CERO：A（全年齢対象））
上述の玩具『ダックハント』をファミコン上で再現したもの。GAME Aはダックが1匹、GAME Bはダックが2匹現れる。3発以内にダックを仕留める必要がある。弾をすべて撃ち損なうか時間が経つとダックが逃げて行き、ダックを拾うはずの猟犬に笑われてしまう。ラウンド内に規定数のダックを仕留めればラウンドクリアとなる。GAME Cはクレー射撃を行う。海外ではNES本体にバンドル（付属）されていたこともあり、NESのビデオゲーム売上本数第2位の2831万本を記録している。
大乱闘スマッシュブラザーズシリーズでは、2014年発売の『大乱闘スマッシュブラザーズ for Nintendo 3DS / Wii U』以降の作品で本作の猟犬とダックがタッグを組み「ダックハント」名義で操作キャラクターとなっている。クレー射撃や前述の『ワイルドガンマン』、後述の『ホーガンズアレイ』のトリックショット等が必殺技のモチーフとして使われているなど、ダックハント以外の光線銃シリーズの要素が含まれている。
ホーガンズアレイ
発売日：1984年6月12日（FC）2016年6月22日（Wii Uバーチャルコンソール）（CERO：A（全年齢対象））
現れるパネルの中から瞬時にギャングを判別し、射撃するゲーム。パネルは他に警察官、市民（女性、教授）が登場する。GAME Aではパネルの出る場所が常に3カ所に固定されている。GAME Bでは画面が上下に区切られた市街地のビルの窓や隙間からパネルが現れる。他にGAME Cでは空き缶をトリックショットで落とさずに移動させるゲームもある。全世界での売上本数は127万本。

## 関連商品
- 光線電話LT - 光に変調波を乗せて通信に利用した応用製品。やはり価格がネックとなってあまり売れなかった。
- ファミリーコンピュータ ロボット - 光線銃の技術を応用し、テレビ画面からの光信号をキャッチしてロボットが動く。
- スーパースコープ - スーパーファミコン用のバズーカ型光線銃。
- メイド イン ワリオ・まわるメイドインワリオ - ゲームボーイアドバンス用ソフト。上述の『光線銃カスタムガンマン』やファミコン用『光線銃シリーズ』がプチゲームとして再現されている。
- さわるメイドインワリオ - ニンテンドーDS用ソフト。ファミコン用『光線銃シリーズ』がプチゲーム・ボスゲームとして再現されている。
- はじめてのWii - ステップ1のシューティングは『ダックハント』の画面構成と同じ。的にダックが混じるほか、クレー射撃がある。
- Wiiリモコンプラス バラエティ - 『はじめてのWii』の続編。『360°シューティング』のレベル1にダックが登場する。
- Wiiザッパー - WiiのコントローラーであるWiiリモコンとヌンチャクを組み合わせた銃型アタッチメント。
- 大乱闘スマッシュブラザーズ for Nintendo 3DS / Wii U - 前述の通り、「ダックハント」名義で犬とカモが参戦しており、光線銃シリーズの3作品をモチーフにした技を使う。
- Terraria - PC版最初期に「ザッピネーター」のアイテム名で収録されていたが、版権に配慮したのかPC版ver1.01でてんしのせきぞうと置き換えられ使用不可能となり、その後3DS版のプランテラのドロップアイテムとして収録。
- スプラトゥーン - Wii U用ソフト。アップデートで追加されたブキとしてNES専用光線銃「NES Zapper」をモデルにした「N-ZAP」シリーズが登場する(前期型のグレーカラー版が「N-ZAP85」。後期型のオレンジカラー版が「N-ZAP89」となっている)。